# 口角炎
口角炎（angular cheilitis/stomatitis）或口角唇炎，俗称“烂嘴角”，是唇炎（cheilitis）的一種形式，為發生在嘴唇一側或兩側角落部位的炎症，通常為兩側同時發炎。此病發炎部位皮膚通常會紅腫、糜烂、裂痕、湿白斑、脫皮及結痂，也可能會造成發癢或疼痛，症狀可持續數天甚至可達數年之久。
口角炎可能因感染、剌激或是過敏而引起。感染源包含如白色念珠菌等真菌以及如金黃色葡萄球菌等細菌。剌激源包含配帶不適當的假牙、舔嘴唇、用嘴巴呼吸導致的嘴部乾燥、日曬、嘴部過度閉合、抽煙，以及輕微創傷。過敏源則包含牙膏、化妝品及食品等物質。其他病因可能包含營養不良或免疫功能不良 。會發生此症通常是多重因素作用的結果，對患者進行感染及皮膚過敏源測試將有助於診斷肇因。
口角炎的治療一般而言是在找出肇因後使用適當的防護霜（護膚膏），也常嘗試使用抗黴菌及抗細菌軟膏加以治療。此症可說是相當常見的疾病，據估計在美國約有0.7%的人受到此症影響 。口角炎好發於30至60歲間的人，但在孩童身上也相對常見。在開發中國家，缺乏鐵質及維他命是此症常見的肇因。長期處於潮濕反而會使口角炎更嚴重，嘴角更乾燥，且脫皮愈嚴重，適當保持乾燥才能讓細菌壞死。

## 病因
因病因不同而分为感染性口角炎（球菌性口角炎、真菌性口角炎）、营养不良性口角炎、创伤性口角炎、接触性口角炎。
球菌性口角炎和真菌性口角炎为细菌（链球菌、金黄色葡萄球菌）或真菌（白色念珠菌）感染，细菌或真菌被带到嘴角后在湿润的环境下容易形成炎症，因此应使嘴角尽量干燥，使细菌不易存活。原因可能为过晒或过干（舔嘴角），机械原因如闭合不当，假牙不适或老年掉牙过度闭合，及嘴角流涎造成的。
营养不良性口角炎多为缺乏维生素B族，多为B2核黄素、B6吡哆素、B12钴胺素，造成的代谢异常；此外，营养不良性口角炎尚可由缺铁、缺锌、缺蛋白质造成。
创伤性口角炎主要是由急性创伤、严重的物理刺激和某些不良习惯引起。
接触性口角炎多见于过敏体质的人群，例如接触唇膏、化妆品和某些食物（花生、芒果）、药物（青霉素）等。

## 症状
单侧或两侧口角湿白色，红肿，溃烂，结痂，有烧灼感。口角发紧，运动开裂。

## 诊断
营养不良性口角炎可能会有舌，口腔，阴部黏膜等全身性的相应症状。或伴有脓疱，多与化脓球菌感染有关。

## 治疗
营养不良性口角炎直接施与B族维生素即可，球菌性口角炎药物一般處方抗生素，而真菌性口角炎药物則處方抗真菌药物。